# BABY GIRL
『BABY GIRL』（ベイビー・ガール）は、久松史奈の9枚目のシングル。

## 内容
ジョンソン・エンド・ジョンソン「ジョンソン・ベビー ベビーローション」コマーシャルソング。
カップリングの「PRICE OF MY HEART」はアルバム『BED OF ROSES』からのシングルカット。

## 収録曲
全作詞：久松史奈　
1. BABY GIRL
作曲：野田晴稔　編曲：国吉良一
2. PRICE OF MY HEART
作曲：久松史奈　編曲：瀬尾一三
3. BABY GIRL (inst.)

## 参加ミュージシャン
- 北島健二 - ギター
- 今剛 - ギター
- 美久月千晴 - ベース
- 江口信夫 - ドラム
- 山木秀夫 - ドラム
- 国吉良一 - キーボード
- 古村敏比古 - サックス